# 篠田プラズマ
篠田プラズマ株式会社（しのだプラズマ、英称：Shinoda Plasma Co., Ltd.）は、プラズマディスプレイの開発・製造・販売を行っていた企業である。

## 会社概要
自発式の大型プラズマディスプレイの開発から販売までを行っていた。同社の開発するディスプレイは、同社の会長兼社長で、開発責任者でもある篠田傳の名をとって「SHiPLA」と命名されており、1mmのガラス管を長く連ねて、それをフィルムでコーティングするという方式で製造されており、これにより、画面に曲げられるように塑型可能という、他社にない技術を有しており、またこの「SHiPLA」は同社により特許を取得している。
同社代表の篠田傳は、元々は富士通の開発部門に在籍していた、技術畑一筋の人物として、その名を知られており、「技術は愛」をコーポレート・メッセージに掲げ、オンリーワンの開発企業を目指すと共に、これまでに「SHiPLA」は明石市立天文科学館、兵庫県立美術館、東京スカイツリー ソラマチなどに採用されている。
2009年には経済産業省が主宰する第3回ものづくり日本大賞において経済産業大臣特別賞を受賞、2013年には発明協会が主催する全国発明表彰において21世紀発明奨励賞を受賞するなど、その技術は高く評価されている。
しかし創業以来赤字続きで、2013年11月に約10億6000万円の負債を抱えて事業を停止した。

### 外資の手で再建へ
2014年には欧米の投資家からの資金の提供を受け、事業再建のためのスポンサーを探すことになった。
篠田プラズマは折り曲げることのできるフレキシブルな「次世代ディスプレイ」として、海外投資家からも高く評価されているが、日本が誇る技術が外資の手に渡ってしまうという懸念も出ている。
なおブラウン管に代わる次世代ディスプレイとしては、プラズマディスプレイは液晶ディスプレイとの市場競争に敗れ、2014年中には全ての電機メーカーがプラズマディスプレイの開発から撤退した。

## UV-SHiPLA
プラズマ発光デバイスの開発会社として、篠田プラズマ元総務の篠田真帆が代表を務める紫光技研が2015年に設立され、フレキシビリティな面光源としてのSHiPLAの特性を生かした発光デバイスの開発を行っている。
殺菌・分解・消臭などに使われる紫外線光源として、従来の水銀灯を代替するものとして、プラズマ放電による紫外線発光を利用した「UV-SHiPLA」を開発しており、富士通特機システムから販売されている。水俣条約の施行によって水銀フリーの紫外線光源が求められる中、LEDでは発光効率が低下するという問題を、プラズマ方式によって解決した「プラズマ方式水銀フリー深紫外線面光源」である。

## テレビ番組
- 日経スペシャル ガイアの夜明け 日はまた昇る～逆境に挑む不屈の技術魂～（2009年5月19日、テレビ東京）[5]。- 超薄型大画面プラズマ・ディスプレイの製品化を取材。